# Denis-Will Poha
Denis-Will Poha (Lannion, 28 maggio 1997) è un calciatore francese, centrocampista del Sion.

## Carriera

### Club
Il 14 dicembre 2016, Poha fa il proprio debutto da professionista in Coupe de la Ligue partendo da titolare e giocando l'intera partita contro il Monaco.

### Nazionale
Poha viene convocato nella nazionale Under-19 francese per prendere parte al Campionato europeo 2016 di categoria in cui colleziona cinque presenze, conquistando il titolo europeo si danni della nazionale Under-19 italiana battuta in finale quattro a zero.
Viene inserito tra i 23 giocatori selezionati dal CT Ludovic Batelli in occasione dei Mondiali di categoria in Corea del Sud.

## Statistiche

### Presenze e reti nei club
Statistiche aggiornate al 15 marzo 2019.
| Stagione        | Squadra         | Campionato      | Campionato | Campionato | Coppe nazionali | Coppe nazionali | Coppe nazionali | Coppe continentali | Coppe continentali | Coppe continentali | Altre coppe | Altre coppe | Altre coppe | Totale | Totale |
| Stagione        | Squadra         | Comp            | Pres       | Reti       | Comp            | Pres            | Reti            | Comp               | Pres               | Reti               | Comp        | Pres        | Reti        | Pres   | Reti   |
| --------------- | --------------- | --------------- | ---------- | ---------- | --------------- | --------------- | --------------- | ------------------ | ------------------ | ------------------ | ----------- | ----------- | ----------- | ------ | ------ |
| 2016-2017       | Rennes          | L1              | -          | -          | CF+CdL          | 0+1             | 0               |                    | -                  | -                  |             | -           | -           | 1      | 0      |
| 2017-2018       | Orléans         | L2              | 35         | 4          | CF+CdL          | 0+1             | 0               |                    | -                  | -                  |             | -           | -           | 36     | 4      |
| sett.-gen. 2019 | Rennes          | L1              | 2          | 0          | CF+CdL          | 2+0             | 0               | UEL                | 2                  | 0                  |             | -           | -           | 6      | 0      |
| Totale Rennes   | Totale Rennes   | Totale Rennes   | 2          | 0          |                 | 3               | 0               |                    | 2                  | 0                  |             | -           | -           | 7      | 0      |
| gen.-giu 2019   | Nancy           | L2              | 4          | 0          | CF+CdL          | -               | -               |                    | -                  | -                  |             | -           | -           | 4      | 0      |
| Totale carriera | Totale carriera | Totale carriera | 41         | 4          |                 | 4               | 0               |                    | 2                  | 0                  |             | -           | -           | 47     | 4      |

## Palmarès

### Club

#### Competizioni nazionali
- Coppa di Francia: 1

Rennes: 2018-2019

### Nazionale
- Campionato d'Europa Under-19: 1

Germania 2016